# بریدی (مونتانا)
بریدی (به انگلیسی: Brady) شهری در ایالت مونتانا کشور ایالات متحده آمریکا است که جمعیت آن در سرشماری سال ۲۰۱۰ میلادی، ۱۴۰ نفر بوده‌است.